# Ngô (Thập quốc)

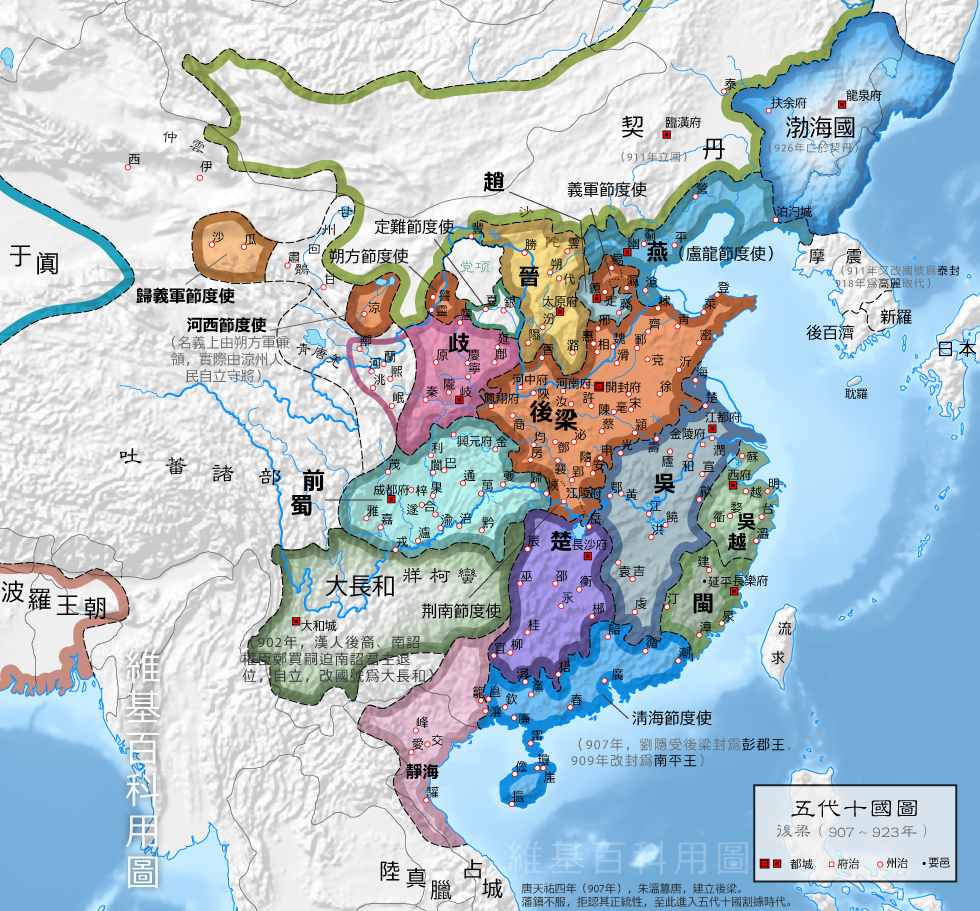
Thời nhà Hậu Lương (907-923)
Ngô (吳)
Bột Hải Quốc (渤海國)
Yên (燕)
Tấn (晉), tiền thân của nhà Hậu Đường
Triệu (趙)
Kỳ (岐)
Nhà Hậu Lương (後梁)
Tiền Thục (前蜀)
Ngô Việt (吳越)
Mân (閩)
Sở (楚)
Đại Trường Hòa (大長和)
Nam Hán (南漢)
Tĩnh Hải quân tiết độ sứ (靜海軍節度使)

Ngô (tiếng Trung: 吳), còn gọi là Hoài Nam (淮南) hay Dương Ngô (杨吴) hoặc Nam Ngô (南吴), là một trong mười nước tại miền Trung Nam Trung Quốc, tồn tại từ khoảng năm 904 tới năm 937. Kinh đô của nhà nước này là Quảng Lăng (廣陵) hay Giang Đô (江都), ngày nay là Dương Châu (揚州) tại tỉnh Giang Tô. Quốc gia này bị nhà nước Nam Đường thay thế năm 937.

## Thành lập
Người thành lập ra nước Ngô là Dương Hành Mật (852-905) (楊行密) bắt đầu sự nghiệp của mình từ một người lính đầu quân tình nguyện trước khi giành được quyền lực tại Lư Châu trong một vụ đảo chính quân sự để làm Thứ sử. Triều đình nhà Đường khi đó đã suy yếu không thể làm gì ngoài việc công nhận chức vụ của ông. Năm 885, Tiết độ sứ Hoài Nam Cao Biền bị thủ lĩnh quân nổi loạn là Tất Sư Đạc cùng Tần Ngạn bắt giữ. Dương Hành Mật lấy danh nghĩa báo thù cho Cao Biền, đã đánh bại Tất Sư Đạc và chiếm luôn Dương Châu, nhưng khi đó Cao Biền đã bị giết chết. Một thủ lĩnh quân nổi loạn khác là Tôn Nho (孫儒) đã nắm lấy quyền chỉ huy toàn bộ quân đội của Cao Biền. Dương Hành Mật buộc phải rời khỏi Dương Châu để rút về Lư Châu. Tại Lư Châu, Dương Hành Mật đã tăng cường sức mạnh của mình cho đến khi tái chiếm Dương Châu vào năm 892. Vì công lao này, nhà Đường phong ông làm Tiết độ sứ Hoài Nam thay Cao Biền.
Trong khi về danh nghĩa vẫn trung thành với nhà Đường, nhưng các lãnh chúa địa phương đã bắt đầu tạo ra các nhà nước nhỏ của chính mình. Dương Hành Mật đã có xung đột với Chu Ôn của Hậu Lương tại phía bắc và Tiền Lưu của Ngô Việt tại phía nam, nhưng đã bảo vệ thành công lãnh thổ của mình. Năm 902, Dương Hành Mật được Đường Chiêu Tông phong làm Ngô Vương.

## Độc lập
Dương Hành Mật chết năm 905, được truy tặng thụy hiệu Vũ Trung Vương. Con trai trưởng của ông là Dương Ác (886-908) kế nghiệp. Năm 907, Chu Ôn buộc Hoàng đế cuối cùng của nhà Đường phải thoái vị và tự xưng làm Hoàng đế đầu tiên của nhà Hậu Lương. Dương Ác đã từ chối công nhận điều này và vẫn sử dụng niên hiệu của nhà Đường. Từ thời điểm này, Ngô trở thành một chính thể độc lập và tự chủ.

## Quyền thần Từ Ôn
Còn trẻ và không từng trải khi Dương Hành Mật chết nên Dương Ác phải dựa vào chỉ dẫn của hai nha tướng Từ Ôn và Trương Hạo để chỉ đạo công việc, nhưng sau đó dần dần trở nên phẫn nộ vì ảnh hưởng quá lớn của Từ Ôn. Tuy nhiên, trước khi có thể thoát khỏi ảnh hưởng của hai người này thì Dương Ác đã bị Từ Ôn cùng Trương Hạo sát hại vào năm 908. Ban đầu, Từ Ôn và Trương Hạo có kế hoạch phân chia Ngô giữa hai người và đầu hàng nhà Hậu Lương, nhưng họ đã nhanh chóng bất hòa với nhau. Từ Ôn giết chết Trương Hạo và đưa em trai Dương Ác là Dương Long Diễn (897-920) lên ngôi. Trên thực tế, Dương Long Diễn chỉ là bù nhìn còn Từ Ôn mới là chủ thật sự. Từ Ôn tự phong làm Quản nội thủy lục mã bộ chư quân Đô Chỉ huy sứ, Lưỡng Chiết Đô Chiêu thảo sứ, tước Tề Quốc Công, trấn giữ Nhuận Châu (nay thuộc Trấn Giang, Giang Tô) và chuyển chỉ huy sở của mình tới Kim Lăng. Công việc tại Triều đình được Từ Ôn giao lại cho con trai ông ta là Từ Tri Huấn, một người kiêu ngạo và hoang dâm.
Sau khi Từ Tri Huấn bị Chu Cấn sát hại năm 918 thì chức vụ này đã được con nuôi Từ Ôn là Từ Tri Cáo đảm nhiệm. Năm 919, Dương Long Diễn tự xưng làm Quốc vương nước Ngô và cải niên hiệu thành Vũ Nghĩa, và đây là lần đầu tiên nước Ngô chính thức được coi là một nhà nước độc lập có chủ quyền vì từ đó trở về trước đều dùng niên hiệu nhà Đường. Long Diễn chết vì bệnh năm 920 và em trai Dương Phổ, con trai thứ tư Dương Hành Mật, lên kế vị.
Năm sau, 921, Dương Phổ cải niên hiệu thành Thuận Nghĩa. Giống như trước đây, Từ Ôn mới là người có thực quyền. Ông đã có ý định ép buộc Dương Phổ phải thoái vị và tự lập làm vua, nhưng đã chết năm 927, trước khi điều này có thể thực hiện ý định. Ngày 29 tháng 11 năm 927, Dương Phổ tự xưng làm Hoàng đế nước Ngô, cải niên hiệu thành Càn Trinh.

## Mở rộng lãnh thổ
Ban đầu, Kinh đô nước Ngô đặt tại Quảng Lăng (nay là Dương Châu) và lãnh thổ bao gồm Nam An Huy, Nam Giang Tô, phần lớn Giang Tây, Hồ Nam cùng Đông Hồ Bắc. Kinh đô sau này được chuyển tới Kim Lăng (nay là Nam Kinh).

## Kết thúc
Từ Tri Cáo (888-943), tên thật Lý Biện, ban đầu là con nuôi Dương Hành Mật, nhưng sau này lại nhận Từ Ôn làm cha nuôi và nhanh chóng chứng tỏ mình là người có năng lực. Ông nhanh chóng chiếm lĩnh quyền lực tại nước Ngô sau khi cha nuôi chết năm 927 và tiếp tục cai quản đất nước trong vai trò Tiết độ sứ Kim Lăng. Năm 935, được phong làm Tề Vương. Cuối cùng, đến năm 937, ông chính thức chiếm đoạt quyền hành và tự xưng Hoàng đế.
Cho rằng mình là dòng dõi nhà Đường nên ông đã cải lại thành họ Lý, lại nhân nhà Hậu Đường mới mất (936), ông đặt quốc hiệu là Nam Đường, có ý làm theo việc kế tục nhà Đường như Vua Hậu Đường Lý Tồn Úc.

## Các vị quân chủ
- 902 - 905: Dương Hành Mật (楊行密), Dương Phổ truy phong Thái Tổ Hiếu Vũ Hoàng đế 太祖孝武皇帝). Nước Ngô thời điểm này vẫn được xem là một phần của nhà Đường.
- 905 - 908: Dương Ác (楊渥), Dương Phổ truy phong Liệt Tông Cảnh Hoàng đế (烈宗景皇帝). Năm 907, Chu Ôn lật đổ nhà Đường, Dương Ác từ chối công nhận nhà Hậu Lương và chính thức trở thành thể chế độc lập.
- 908 - 920: Dương Long Diễn (楊隆演), Dương Phổ truy phong Cao Tổ Tuyên Hoàng đế (高祖宣皇帝)
- 920 - 937: Dương Phổ (楊溥) (Duệ Hoàng đế 睿皇帝)

|                                        |                                        |                                        |                                        |                                        |                                        |  |  | Ngô Thái Tổ Dương Hành Mật 852-902-905 (truy phong) |                                              |                                              |                                              |                                              |                                              |  |  |                                        |                                        |                                        |                                        |                                        |                                        |  |  |  |  |
|                                        |                                        |                                        |                                        |                                        |                                        |  |  |                                                     |                                              |                                              |                                              |                                              |                                              |  |  |                                        |                                        |                                        |                                        |                                        |                                        |  |  |  |  |
|                                        |                                        |                                        |                                        |                                        |                                        |  |  |                                                     |                                              |                                              |                                              |                                              |                                              |  |  |                                        |                                        |                                        |                                        |                                        |                                        |  |  |  |  |
| 1 Ngô Liệt Tổ Dương Ác 888-905-907-908 | 1 Ngô Liệt Tổ Dương Ác 888-905-907-908 | 1 Ngô Liệt Tổ Dương Ác 888-905-907-908 | 1 Ngô Liệt Tổ Dương Ác 888-905-907-908 | 1 Ngô Liệt Tổ Dương Ác 888-905-907-908 | 1 Ngô Liệt Tổ Dương Ác 888-905-907-908 |  |  | 2 Ngô Cao Tổ Dương Long Diễn 897-908-919-920        | 2 Ngô Cao Tổ Dương Long Diễn 897-908-919-920 | 2 Ngô Cao Tổ Dương Long Diễn 897-908-919-920 | 2 Ngô Cao Tổ Dương Long Diễn 897-908-919-920 | 2 Ngô Cao Tổ Dương Long Diễn 897-908-919-920 | 2 Ngô Cao Tổ Dương Long Diễn 897-908-919-920 |  |  | 3 Ngô Duệ Đế Dương Phổ 897-920-927-937 | 3 Ngô Duệ Đế Dương Phổ 897-920-927-937 | 3 Ngô Duệ Đế Dương Phổ 897-920-927-937 | 3 Ngô Duệ Đế Dương Phổ 897-920-927-937 | 3 Ngô Duệ Đế Dương Phổ 897-920-927-937 | 3 Ngô Duệ Đế Dương Phổ 897-920-927-937 |  |  |  |  |